# هری برو
هری برو (انگلیسی: Harry Brough؛ ۲۷ دسامبر ۱۸۹۶ – 1975 (aged 79)) بازیکن فوتبال اهل بریتانیا بود.
از باشگاه‌هایی که در آن بازی کرده‌است می‌توان به باشگاه فوتبال هادرزفیلد تاون و باشگاه فوتبال استوک سیتی اشاره کرد.